# Godaszewice
Godaszewice – wieś w Polsce położona w województwie łódzkim, w powiecie tomaszowskim, w gminie Tomaszów Mazowiecki.
W latach 1975–1998 miejscowość administracyjnie należała do województwa piotrkowskiego.
Pierwsza wzmianka o tej miejscowości nad rzeką Wolbórką pochodzi z 1332 roku, kiedy Władysław, książę łęczycki, nadał jej prawa niemieckie. Wieś należała wówczas do kasztelanii wolborskiej. Tę przynależność potwierdzają również dokumenty z 1386r. W 1827 r. miała 13 domów. 92 mieszkańców W końcu XIX w. należała do powiatu brzezinskiego, gminy Łazisko, parafii Chorzęcin i liczyła 18 domów, 150 mieszkańców i 297 mórg ziemi włościańskiej.